# Nic (bande dessinée)
Pour les articles homonymes, voir Nic.
Nic est une série de bande dessinée humoristique belge écrite par Morphée et dessinée par Hermann pour le magazine Spirou à partir de 1980, publiée en trois albums entre 1981 et 1983 chez Dupuis.
Fortement inspirée de Little Nemo in Slumberland, chaque « chapitrêve » raconte le rêve du jeune Nic et qui se suit, mais chaque album de la série est une histoire indépendante.

## Description

### Personnages
- Nic, un jeune garçon de neuf ans qui, toujours vêtu en pyjama rouge, s'aventure dans le monde imaginaire des rêves
- Les parents de Nic qui n'apparaissent jamais dans les cases, seulement leurs bulles
- Le Capitaine Bang, l'ennemi, qui tient à mettre tous les amis de Nic dans un zoo
- Les animaux de son zoo, en vérité, sont en plastique, mais prennent vie dans les rêves de Nic
- Les souris blanches, les amis de Nic
- Monsieur Filarmo, le chef sans orchestre qui voit bien les amis de Nic en musiciens

## Analyse

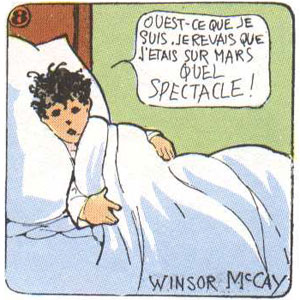
La version française de Little Nemo in Slumberland

À la fin des années 1970, le scénariste Philippe Vandooren ne cachait pas sa passion pour Little Nemo in Slumberland de Winsor McCay (1905), dont l'histoire se résumait un enfant qui, dans son sommeil, s'évade dans les aventures les plus folles et rencontre Morphée, roi du monde onirique appelé Slumberland. Ce dernier l'invite officiellement dans son royaume par l'intermédiaire d'un serviteur dans le but de le présenter à sa fille, la princesse avant que, sur le chemin, il ne croise Flip, d'abord un ennemi qui veut le réveiller, mais qui finit par se ranger de son côté.
Cette passion devenait un projet réalisé pour un dessinateur Malik, connu pour sa création Archie Cash, qui déclina la proposition. Philippe Vandooren insista alors auprès de son beau-frère Hermann Huppen. Celui-ci, connu pour ses séries réalistes, était sceptique, mais les quelques planches qu'il réalisa convainquirent tant Vandooren que la série commença à être publiée dans Spirou.

## Publications

### Albums
- 1 Hé, Nic ! Tu rêves ?, Dupuis, 1981
Scénario : Morphée - Dessin : Hermann - Couleurs : Vittorio Léonardo - (ISBN 2-8001-0787-1)
- 2 Bonnes nuits, Nic, Dupuis, 1982
Scénario : Morphée - Dessin : Hermann - Couleurs : Vittorio Léonardo - (ISBN 2-8001-0950-5)
- 3 Ça, c'est Filarmo, Nic, Dupuis, 1983
Scénario : Morphée - Dessin : Hermann - Couleurs : Vittorio Léonardo - (ISBN 2-8001-0978-5)